# Gressenich
Gressenich is een plaats in de Duitse gemeente Stolberg (Rheinland), deelstaat Noordrijn-Westfalen, en telt 2600 inwoners.

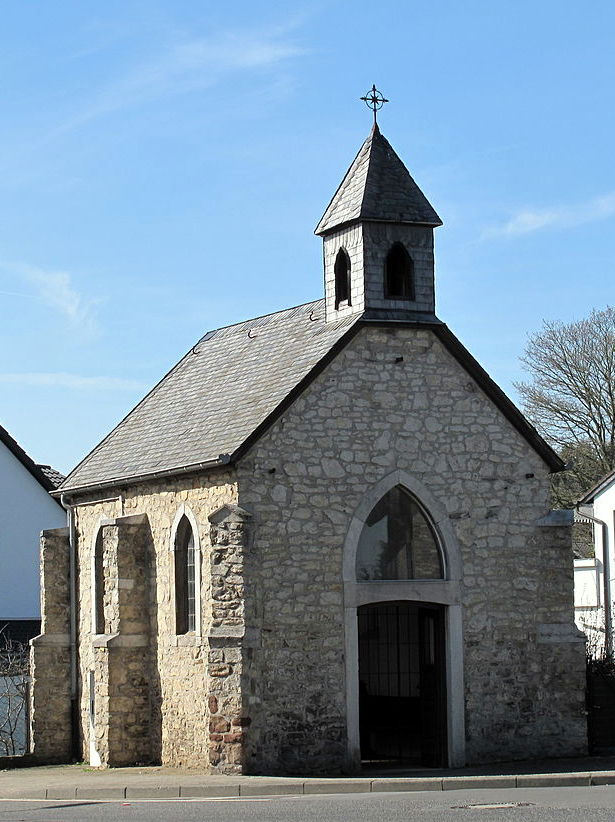
Gressenich, kapel